# Heidrun Welskop
Heidrun „Heidi“ Welskop (* 11. August 1953 in Ost-Berlin) ist eine deutsche Schauspielerin.

## Leben
Heidrun Welskop studierte von 1972 bis 1975 an der Hochschule für Schauspielkunst „Ernst Busch“ in Ost-Berlin das Fach Schauspiel. Sie wirkte als Schauspielerin vor der Kamera von 1976 bis zum Jahr 2008 in mehr als 50 Film-und-Fernsehproduktionen mit.
Außerdem ist Welskop als Theaterschauspielerin aktiv, so unter anderem auch am Kunsthaus e.V. (Berlin-Pankow), an Bühnen der Stadt Gera oder an der Volksbühne.
Welskop lebt in Berlin. Neben ihrer Muttersprache Deutsch spricht sie auch Englisch, Französisch und Russisch.

## Filmografie
- 1976: Polizeiruf 110: Bitte zahlen (TV-Reihe)
- 1978: Achillesferse
- 1980: Don Juan – Karl-Liebknecht-Str. 78
- 1981: Die kluge Finette
- 1981: Das Mädchen vom Eisberg
- 1982: Der Fall Marion Neuhaus
- 1982: Ein Bild von einem Mann
- 1982: Der lange Ritt zur Schule
- 1983: Zwei Ärztinnen
- 1983: Der Scout
- 1983: Der Fall Marion Neuhaus
- 1983: Wenn die Elisabeth
- 1983: Der Staatsanwalt hat das Wort: Nur einen Schluck (TV-Reihe)
- 1983: Der Staatsanwalt hat das Wort: Zur Kasse bitte (TV-Reihe)
- 1984: Überfahrt
- 1984: Schauspielereien (Fernsehserie, 1 Folge)
- 1985: Wie man kein König wird
- 1985: Weiße Wolke Carolin
- 1986: Marianne
- 1986: Der Staatsanwalt hat das Wort: Paule (TV-Reihe)
- 1986: Die Weihnachtsklempner
- 1987: Polizeiruf 110: Die alte Frau im Lehnstuhl (TV-Reihe)
- 1987: Der Schulweg
- 1988: Das Mädchen Leo
- 1989: Die gläserne Fackel (Miniserie)
- 1991: Polizeiruf 110: Mit dem Anruf kommt der Tod (TV-Reihe)
- 1991: Willkommen im Paradies
- 1992: Achterbahn (Fernsehserie, 1 Folge)
- 1993: Polizeiruf 110: und tot bist du (TV-Reihe)
- 1994–2004: Die Kommissarin (Fernsehserie, 2 Folgen)
- 1995: Praxis Bülowbogen (Fernsehserie, 1 Folge)
- 1995: Der Clan der Anna Voss (Miniserie)
- 1995: Frauenarzt Dr. Markus Merthin (Fernsehserie, 1 Folge)
- 1995: Kanzlei Bürger (Fernsehserie, 3 Folgen)
- 1996: Ein Fall für zwei (Fernsehserie, 1 Folge)
- 1996: Peter Strohm (Fernsehserie, 1 Folge)
- 1996: Polizeiruf 110: Der schlanke Tod (TV-Reihe)
- 1997: Polizeiruf 110: Der Sohn der Kommissarin (TV-Reihe)
- 1997: Freunde fürs Leben (Fernsehserie, 1 Folge)
- 1997: Liebling Kreuzberg (Fernsehserie, 1 Folge)
- 1997: Das Geheimnis der Kormoraninsel
- 1997: Das Vorsprechen (Kurzfilm)
- 1998: Polizeiruf 110: Todsicher
- 1998: Eine Lüge zuviel
- 1999: In aller Freundschaft (Fernsehserie, 2 Folgen)
- 1999: Für alle Fälle Stefanie (Fernsehserie, 1 Folge)
- 1999: Operation Phoenix – Jäger zwischen den Welten (Miniserie)
- 2000: Stubbe – Von Fall zu Fall – Tod des Models (TV-Serie)
- 2000: Dr. Sommerfeld – Neues vom Bülowbogen (Fernsehserie, 1 Folge)
- 2008: Mamas Flitterwochen

## Theater (Auswahl)
- 2001: Taktlos nobel (Kunsthaus e.V. Pankow)
- 2002: Herbst (Kunsthaus e.V. Pankow)
- 2004: Mono- und Dialoge (Kunsthaus e.V. Pankow)
- 2004: Die Physiker, Kunsthaus e.V. Pankow
- Herr Rhodes oder Herodes (Akademiker Centrum München)
- Heloisa und Abaelard (Bühnen der Stadt Gera)
- Die Kabale der Scheinheiligen (Bühnen der Stadt Gera)
- Die Verliebten (Bühnen der Stadt Gera)
- Fiktiver Report über ein amerik. Popfestival (Bühnen der Stadt Gera)
- Der Widerspenstigen Zähmung (Bühnen der Stadt Gera)
- Egmont (Bühnen der Stadt Gera)
- Die Hose (Volksbühne 3. Stock Berlin)